# オニール・クルーズ
オニール・クルーズ（Oneil Cruz, 1998年10月4日 - ）は、 ドミニカ共和国ペラビア州ニサオ出身のプロ野球選手（外野手）。右投左打。MLBのピッツバーグ・パイレーツ所属。

## 経歴

### プロ入りとドジャース傘下時代
2015年にロサンゼルス・ドジャースと契約してプロ入り。 
2016年、傘下のルーキー級ドミニカン・サマーリーグ・ドジャースでプロデビュー。55試合に出場して打率.294、23打点、11盗塁を記録した。
2017年はA級グレートレイクス・ルーンズに所属した。

### パイレーツ時代
2017年7月31日にトニー・ワトソンとのトレードで、アンヘル・ヘルマンと共にピッツバーグ・パイレーツへ移籍した。移籍後は傘下のA級ウェストバージニア・パワーに所属し、移籍前を含めた2球団合計で105試合に出場して打率.237、10本塁打、44打点、8盗塁を記録した。
2018年はA級ウェストバージニアに所属し、103試合に出場して打率.286、14本塁打、59打点、11盗塁を記録した。
2019年はルーキー級ガルフ・コーストリーグ・パイレーツ、A+級ブレイデントン・マローダーズ、AA級アルトゥーナ・カーブに所属し、3球団合計で73試合に出場して打率.298、8本塁打、34打点、11盗塁を記録した。オフにはアリゾナ・フォールリーグに参加し、ピオリア・ハベリーナズに所属した。11月20日にはルール・ファイブ・ドラフトでの流出を防ぐために40人枠入りした。
2021年10月2日にメジャデビューを果たした。
2022年はシーズン途中からケビン・ニューマンに代わって正遊撃手を務めた。87試合に出場し、打率.233、17本塁打、54打点などを記録し、最優秀新人選手賞（新人王）の投票結果でニック・ロドロと同票の第6位だった。
2023年は、開幕から9試合連続で遊撃手として先発出場していたが、4月9日のシカゴ・ホワイトソックス戦で、三塁走者として内野ゴロの間に本塁を狙ったところ、ホームプレートを隠して捕球状態で立っていた捕手のセビー・ザバラと交錯して、左足首付近の腓骨を骨折し、シーズン中に復帰することはなかった。

## 選手としての特徴
長身痩躯ながらパワーに定評がある強打者。平均以上の守備範囲と強肩を備え、未来のスーパースターの呼び声が高い。特に肩はメジャーでも最高水準で、2022年7月15日のマイアミ・マーリンズ戦では、送球速度97.8mph（約157.4km/h）を計測した。但し、非常の凡ミスのエラーが多く、守備の集中力が欠如している。

## 人物
2020年9月21日の夜、クルーズがドミニカ共和国の高速道路を車で走行中にバイクと衝突、乗っていた3人が死亡する事故が起きた。クルーズは起訴されるが、バイクは無灯火、クルーズは飲酒運転とされたが裁判では酔いが覚めていたことを主張し、不処分となった。

## 詳細情報

### 年度別打撃成績
| 年 度    | 球 団    | 試 合 | 打 席 | 打 数 | 得 点 | 安 打 | 二 塁 打 | 三 塁 打 | 本 塁 打 | 塁 打 | 打 点 | 盗 塁 | 盗 塁 死 | 犠 打 | 犠 飛 | 四 球 | 敬 遠 | 死 球 | 三 振 | 併 殺 打 | 打 率 | 出 塁 率 | 長 打 率 | O P S |
| -------- | -------- | ----- | ----- | ----- | ----- | ----- | -------- | -------- | -------- | ----- | ----- | ----- | -------- | ----- | ----- | ----- | ----- | ----- | ----- | -------- | ----- | -------- | -------- | ----- |
| 2021     | PIT      | 2     | 9     | 9     | 2     | 3     | 0        | 0        | 1        | 6     | 3     | 0     | 0        | 0     | 0     | 0     | 0     | 0     | 4     | 0        | .333  | .333     | .667     | 1.000 |
| 2022     | PIT      | 87    | 361   | 331   | 45    | 77    | 13       | 4        | 17       | 149   | 54    | 10    | 4        | 0     | 1     | 28    | 1     | 1     | 126   | 3        | .233  | .294     | .450     | .744  |
| 2023     | PIT      | 9     | 40    | 32    | 7     | 8     | 1        | 0        | 1        | 12    | 4     | 3     | 0        | 0     | 1     | 7     | 0     | 0     | 8     | 0        | .250  | .375     | .375     | .750  |
| MLB：3年 | MLB：3年 | 98    | 410   | 372   | 54    | 88    | 14       | 4        | 19       | 167   | 61    | 13    | 4        | 0     | 2     | 35    | 1     | 1     | 138   | 3        | .237  | .302     | .449     | .751  |

- 2023年度シーズン終了時

### 年度別守備成績
| 年 度 | 球 団 | 遊撃（SS） | 遊撃（SS） | 遊撃（SS） | 遊撃（SS） | 遊撃（SS） | 遊撃（SS） | 左翼（LF） | 左翼（LF） | 左翼（LF） | 左翼（LF） | 左翼（LF） | 左翼（LF） |
| 年 度 | 球 団 | 試 合      | 刺 殺      | 補 殺      | 失 策      | 併 殺      | 守 備 率   | 試 合      | 刺 殺      | 補 殺      | 失 策      | 併 殺      | 守 備 率   |
| ----- | ----- | ---------- | ---------- | ---------- | ---------- | ---------- | ---------- | ---------- | ---------- | ---------- | ---------- | ---------- | ---------- |
| 2021  | PIT   | 2          | 1          | 4          | 0          | 1          | 1.000      | -          | -          | -          | -          | -          | -          |
| 2022  | PIT   | 79         | 135        | 211        | 17         | 54         | .953       | 1          | 0          | 0          | 0          | 0          | ----       |
| 2023  | PIT   | 9          | 11         | 19         | 1          | 6          | .968       | -          | -          | -          | -          | -          | -          |
| MLB   | MLB   | 90         | 147        | 234        | 18         | 61         | .955       | 1          | 0          | 0          | 0          | 0          | ----       |

- 2023年度シーズン終了時
- 各年度の太字はリーグ最高

### 背番号
- 61（2021年）
- 15（2022年 - ）